# Beaumetz-lès-Aire
Beaumetz-lès-Aire és un municipi francès situat al departament del Pas de Calais i a la regió dels Alts de França. L'any 2007 tenia 220 habitants.

## Demografia

### Població
El 2007 la població de fet de Beaumetz-lès-Aire era de 220 persones. Hi havia 84 famílies de les quals 20 eren unipersonals (4 homes vivint sols i 16 dones vivint soles), 36 parelles sense fills i 28 parelles amb fills.
La població ha evolucionat segons el següent gràfic:
Habitants censats

### Habitatges
El 2007 hi havia 105 habitatges, 89 eren l'habitatge principal de la família, 6 eren segones residències i 10 estaven desocupats. 101 eren cases i 3 eren apartaments. Dels 89 habitatges principals, 63 estaven ocupats pels seus propietaris, 22 estaven llogats i ocupats pels llogaters i 4 estaven cedits a títol gratuït; 1 tenia una cambra, 2 en tenien dues, 15 en tenien tres, 20 en tenien quatre i 51 en tenien cinc o més. 63 habitatges disposaven pel capbaix d'una plaça de pàrquing. A 45 habitatges hi havia un automòbil i a 29 n'hi havia dos o més.

### Piràmide de població
La piràmide de població per edats i sexe el 2009 era:
| Homes | Edats   | Dones |
| ----- | ------- | ----- |
| 0     | 95 o +  | 0     |
| 0     | 90 a 94 | 0     |
| 0     | 85 a 89 | 0     |
| 0     | 80 a 84 | 4     |
| 4     | 75 a 79 | 12    |
| 16    | 70 a 74 | 0     |
| 4     | 65 a 69 | 4     |
| 4     | 60 a 64 | 8     |
| 0     | 55 a 59 | 4     |
| 12    | 50 a 54 | 8     |
| 12    | 45 a 49 | 16    |
| 12    | 40 a 44 | 12    |
| 8     | 35 a 39 | 4     |
| 4     | 30 a 34 | 0     |
| 12    | 25 a 29 | 8     |
| 24    | 20 a 24 | 8     |
| 12    | 15 a 19 | 12    |
| 16    | 10 a 14 | 8     |
| 4     | 5 a 9   | 4     |
| 8     | 0 a 4   | 4     |

## Economia
El 2007 la població en edat de treballar era de 128 persones, 86 eren actives i 42 eren inactives. De les 86 persones actives 72 estaven ocupades (43 homes i 29 dones) i 14 estaven aturades (3 homes i 11 dones). De les 42 persones inactives 18 estaven jubilades, 7 estaven estudiant i 17 estaven classificades com a «altres inactius».

### Ingressos
El 2009 a Beaumetz-lès-Aire hi havia 89 unitats fiscals que integraven 232 persones, la mediana anual d'ingressos fiscals per persona era de 14.306 €.

### Activitats econòmiques
Dels 8 establiments que hi havia el 2007, 2 eren d'empreses de comerç i reparació d'automòbils, 3 d'empreses d'hostatgeria i restauració, 1 d'una entitat de l'administració pública i 2 d'empreses classificades com a «altres activitats de serveis».
Dels 4 establiments de servei als particulars que hi havia el 2009, 1 era una perruqueria, 2 restaurants i 1 saló de bellesa.
L'any 2000 a Beaumetz-lès-Aire hi havia 20 explotacions agrícoles que ocupaven un total de 598 hectàrees.

## Poblacions més properes
El següent diagrama mostra les poblacions més properes.